# Пеперминта
„Пеперминта“ (нем. Pepperminta) е игрален филм на видео-артистката Пипилоти Рист от 2008 г.

## Сюжет
В приказна форма, подкрепена с много цветни картини и психеделична музика, се разказва историята за червенокосата Пиперминта, олицетворение на неконвенционалната жена, която непрекъснато върши неща, които не се харесват на околните.